# برايان كابرون
برايان كابرون (بالإنجليزية: Brian Capron)‏ هو ممثل بريطاني، ولد في 11 فبراير 1947 في Eye, Suffolk ‏ في المملكة المتحدة.

## وصلات خارجية
- برايان كابرون على موقع IMDb (الإنجليزية)
- برايان كابرون على موقع ميوزك برينز (الإنجليزية)
- برايان كابرون على موقع قاعدة بيانات الفيلم (الإنجليزية)